# Cyclocypris serena
Cyclocypris serena är en kräftdjursart som först beskrevs av Koch 1838.  Cyclocypris serena ingår i släktet Cyclocypris och familjen Cyprididae. Inga underarter finns listade i Catalogue of Life.